# Eudistoma anaematum
Eudistoma anaematum är en sjöpungsart som beskrevs av Kott 1990. Eudistoma anaematum ingår i släktet Eudistoma och familjen Polycitoridae. Inga underarter finns listade i Catalogue of Life.